# Vadim Krasnoselski
Vadim Nikoláyevich Krasnoselski (en ruso: Вади́м Никола́евич Красносе́льский) (14 de abril de 1970) es un político nacido en la extinta Unión Soviética (actual Rusia), tercer presidente de Transnistria. Anteriormente fue miembro del Consejo Supremo de Transnistria, representando al séptimo distrito. También fue el séptimo ministro del Interior.

## Biografía
Krasnoselski nació en el distrito de Zabaikalski en la República Socialista Federativa Soviética de Rusia en la Unión Soviética. En 1978 su padre fue transferido a una base militar en Bender, en la República Socialista Soviética de Moldavia. Después de terminar la escuela en 1987, Krasnoselski comenzó a estudiar en Odesa, pero dejó los estudios al primer año para entrar a la Escuela de Ingenieros de Aviación Militar en Járkov, de donde se graduó en 1993, para después unirse a las fuerzas de seguridad de Transnistria y convertirse en un oficial de alto rango en el Ministerio del Interior.
Krasnoselski cursó un grado en Derecho en la Universidad Estatal de Transnistria en 2002.
En 2007, Krasnoselski fue nombrado ministro del Interior, cargo que ocupó hasta 2012, año en que comenzó a trabajar en la iniciativa privada. Fue elegido para el Consejo Supremo de Transnistria en las elecciones legislativas de 2015, donde fue elegido como vocero o portavoz del Consejo. Apoyado por el Sheriff, un conglomerado empresarial privado con sede en Transnistria, presente en la mayoría de los negocios del país, derrotó al entonces presidente Yevgueni Shevchuk en las elecciones de 2016, recibiendo el 61 por ciento de los votos. En las elecciones de 2021 fue reelegido con un 87 % de los votos.

## Controversias
En marzo de 2021, durante la pandemia de COVID-19, Moldavia entregó 1810 vacunas que fueron donadas por Rumania a Transnistria. Krasnoselski afirmó incorrectamente que provenían de la Organización Mundial de la Salud (OMS). Luego se corrigió y agradeció a Rumania.
En las elecciones presidenciales de Transnistria de 2021, solo los observadores rusos de la Duma Estatal pudieron monitorear la votación, planteando dudas sobre su legitimidad.